# المتهم البريء (فلم)
المتهم البريء أول فيلم روائي سوري طويل تم تصويره في دمشق عام 1928.

## قصة الفيلم
يتنافس صديقان يعملان في نفس المزرعة على قلب فتاة، لكنها تحب الأصغر سنا، مما يولد الغيرة في قلب الحبيب الآخر، يسعى إلى أن يفرق بين الحبييبن، يستغل صاحب المزرعة هذه المشاعر، فيقوم بقتل والد الفتاة، ويلقي بالتهمة على الشاب الأكبر سنا، ويدفع بالشاب إلى الهرب من المزرعة، حتى يفلت من العقاب، وهو يقصد من ذلك، أن يثبت عليه التهمة، ينجح الحبيب الأصغر في كشف الحقيقة، ويتم القبض على صاحب المزرعة.

## طاقم العمل
تمثيل
- رشيد جلال
- أيوب البدري
- أحمد تللو
- محمد المراوي
- وديع بشير
- لوفانتيا: راقصة ألمانية تقيم في دمشق.

تأليف
- أيوب البدري

إخراج
- أيوب البدري[3]

## عن الفيلم
أنتج هذا الفيلم عام 1928 أي بعد عام واحد من إنتاج أول فيلم طويل في مصر. اجتمع بعضُ هواة السينما ممن يرغبون برؤية أنفسهم على شاشة السينما. وقرروا إنتاج فيلم روائي وهم: أيوب بدري، وأحمد تللو، ومحمد المرادي، واستوردوا آلة تصوير سينمائية ألمانية قياس 35 ملم من طراز «كينامو» عن طريق التاجر ناظم الشمعة. 
ولأنهم كانوا يجهلون كيفية التصوير رغم وجود تعليمات مكتوبة حول كيفية استخدام الكاميرا، أرشدهم ناظم الشمعة إلى رشيد جلال الذي كانت له محاولات في التصوير. واتفقوا معه أن يكون شريكاً رابعاً لهم في إنتاج الفيلم، على أن تؤسس شركة بين الأربعة سميت بالاسم القديم لجبل الشيخ «حرمون فيلم».
صعوبات إنتاج وعرض الفيلم
استغرق تصوير الفيلم ثمانية أشهر، وبلغ طوله الكلي 800 متر، وقد عرض للتجربة أمام ممثلي الفيلم، وصاحب سينما «كوزموغراف» «توفيق شماس»، واتفق على عرضه في هذه السينما، التي كان موقعها مكان فندق «سميراميس» الآن، ووضعت إعلانات وصور كثيرة على الجدران في «دمشق».
كانت المفاجأة الكبرى، حين تقدمت الشركة بطلب الترخيص للفيلم، فقد عُرض أمام موظفي الرقابة الفرنسيين، وجاء قرارهم بعد ثلاثة أيام، بمنع عرض الفيلم، بحجة واهية قالوا فيها: «إنه لا يجوز ظهور فتاة في الفيلم لأنها مسلمة وغير محترفة، ولأن رجال الدين في المدينة يحتجون على ذلك، ما يسبب إخلالاً بالأمن العام»، ورغم إبراز العقد الموقع منها للعمل في الشركة، ورغم أن سنها تجاوز الخامسة والعشرين، ورغم الوساطات المختلفة لدى السياسيين ورجال الدين، لم تقبل سلطات الانتداب عرض الفيلم بحالته الأولى، وطلبت إلى أصحابه تغيير المشاهد التي تظهر فيها الفتاة ووضع مشاهد تمثل فيها امرأة محترفة على أن تكون «غير مسلمة».
واضطر الشركاء على مضض، إلى قبول إعادة تصوير المشاهد التي تتواجد فيها الفتاة، وكان طولها أكثر من ربع الفيلم (270 متراً)، فتم استبدال الفتاة براقصة ألمانية اسمها «لوفانتيا» تعمل في ملهى «الأولمبياد»، وبدؤوا التصوير من جديد، وتم إرسال الأفلام السلبية الجديدة إلى «باريس» للتحميض، وهذا ما أخّر عرض الفيلم ستة أشهر.